# Margrit Kessler

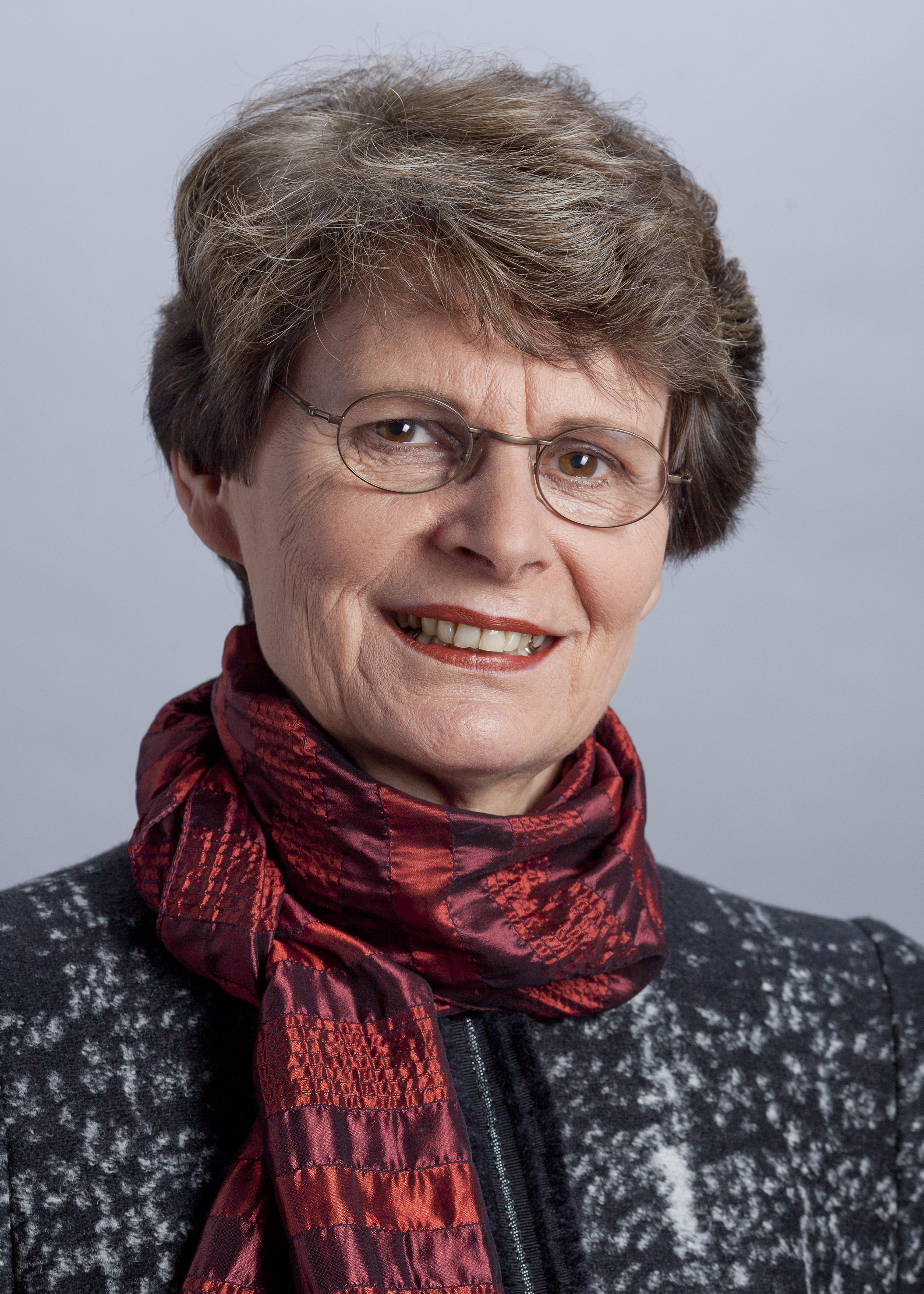
Margrit Kessler, 2011

Margrit Kessler (* 25. Dezember 1948 in Luzern; heimatberechtigt in Schaffhausen) ist eine Schweizer Patientenschützerin und Politikerin (glp).

## Leben
Kessler absolvierte von 1967 bis 1970 eine Ausbildung zur Krankenschwester am Spital Limmattal. Nach der Zusatzausbildung zur Intensivschwester verbrachte Kessler 1972 ein halbes Jahr in Laos. Im Jahr darauf nahm sie an der Zusatzausbildung Anästhesie am Universitätsspital Zürich teil. Ab 1974 arbeitete Kessler am Kantonsspital St. Gallen als Intensivschwester. 1996 beendete sie diese Tätigkeit und wurde Beraterin bei der Stiftung SPO Patientenschutz, deren Präsidentin sie seit 1999 ist.
Kessler ist verheiratet und Mutter von vier erwachsenen Söhnen. Sie lebt in Altstätten.

## Politisches Engagement
Kessler war von 1985 bis 1999 Mitglied der CVP. Bereits damals kandidierte sie zweimal für einen Sitz im Nationalrat, allerdings erfolglos. Ab 1999 war sie parteilos. Als Mitglied der Grünliberalen Partei (glp) wurde sie bei den Nationalratswahlen 2011 für den Kanton St. Gallen in den Nationalrat gewählt. Bei den Nationalratswahlen 2015 wurde sie nicht wiedergewählt.

## Werke
- Halbgötter in Schwarz und Weiss. Rückblick auf einen Medizinskandal, der zum Justizskandal wurde. Xanthippe, Zürich 2009, ISBN 978-3-905795-09-7.